# Каталин Штерк
Каталин Штерк (мађ. Katalin Sterk; Татабања, 30. март 1961) била је мађарска атлетичарка, европска  и национална рекордерка. Специјализовала се за скок увис.
Победница првенстава Машарске била је пет пута: четири на отвореном (1980, 1982, 1986, 1986) и једном (1988) у дворани.

## Значајнији међународни резултати
| Година                 | Такмичење                    | Место                  | Пласман                | Дисциплина             | Резултат (м)           | Белешка                |
| Представаљала Мађарску | Представаљала Мађарску       | Представаљала Мађарску | Представаљала Мађарску | Представаљала Мађарску | Представаљала Мађарску | Представаљала Мађарску |
| ---------------------- | ---------------------------- | ---------------------- | ---------------------- | ---------------------- | ---------------------- | ---------------------- |
| 1982.                  | Европско првенство у дворани | Милано, Италија        |                        | скок увис              | 11,99, ЕРд             |                        |
| 1982.                  | Европско првенство           | Атина, Грчка           | 8.                     | скок увис              | 1,91                   |                        |
| 1983.                  | Светско првенство            | Хелсинки, Финска       | 12.                    | скок увис              | 1,84                   |                        |
| 1987.                  | Светско првенство у дворани  | Индијанаполис, САД     | 9.                     | скок увис              | 1,88                   |                        |
| 1987.                  | Европско првенство у дворани | Лијевен, Француска     | =7.                    | скок увис              | 1,88                   |                        |
| 1988                   | Европско првенство у дворани | Будимпешта, Мађарска   | =13.                   | скок увис              | 1,80                   |                        |